# Una vez en la vida (película de 1941)
Una vez en la vida es una película argentina en blanco y negro dirigida por Carlos Borcosque según su propio guion escrito en colaboración con Jack Hall basado en la adaptación de Jacobo Muchnik de la novela de Leo Perutz que se estrenó el 30 de julio de 1941 y que tuvo como protagonistas a Libertad Lamarque, Orestes Caviglia, Luis Aldás y Rosa Rosen.

## Sinopsis
La noche previa a casarse con un farmacéutico de pueblo, una mujer salva de un secuestro a un desconocido que nada tiene que ver con la fría rutina de su novio y casi se escapa con él.

## Reparto
Intervinieron en el filme los siguientes intérpretes:
- Luis Aldás, Leonardo
- Ana Arneodo,  Doña Josefina
- Rachel Bérendt, Madame Rachelle
- Alba Castellanos
- Orestes Caviglia
- Antonio Gianelli
- Libertad Lamarque,  María Cristina Campos
- Raimundo Pastore,  Benancio Serrano
- Rosa Rosen, Isabel
- Semillita, Juan Carlos
- Jorge Villoldo, "El Rengo"
- Julián Davis
- Osvaldo Mariani
- Antonio Gianelli
- Jorge Petrosino

## Comentarios
Manrupe y Portela opinaron del filme «nusual acercamiento a la infidelidad y el amor por conveniencia en un buen Borcosque y una Lamarque distinta» y Claudio España escribió:

Nunca se aclaró demasiado si los hechos eran en verdad turbios sueños sexuales de la protagonista que estaba por perder algo que tenía desde siempre y quizás se negaba a ello. En verdad, las muchas señoras que concurrieron puntuales a la cita con libertad Lamarque llevaron un buen arsenal de pañuelos, porque sabían que tenían que llorar. Además, para eso van al cine. En 75 minutos nada más, vivían las mismas ansiedades que la protagonista en una noche...Borcosque manejó los hilos del melodrama mejor que nunca.